# Mossel Bay
Mossel Bay (africâner: Mosselbaai) é uma cidade portuária do Oceano Índico, na província do Cabo Ocidental, na África do Sul. A sua população ronda os 100 000 habitantes e é sede de município. Está situada a leste do Cabo da Boa Esperança, a cerca de 400 km a oeste de Guquebera, a maior cidade do Cabo Ocidental. É uma importante zona agrícola e turística da região, fazendo parte da Rota Jardim que liga essa cidade à Cidade do Cabo. A zona mais antiga da cidade ocupa a vertente norte da península do Cabo de São Brás, enquanto que os subúrbios de construção mais recente se encontram a leste, junto à sua linha de costa.
A cidade dependeu largamente da atividade agrícola, piscatória e do seu porto comercial para o seu desenvolvimento até à descoberta de jazidas de gás na sua costa em 1969 e à construção posterior de uma refinaria GTL operada pela companhia estatal PetroSA. Esta indústria, conjuntamente com o turismo, formam o motor de desenvolvimento económico de Mossel Bay na atualidade.

## História
A baía foi descoberta pelo navegador português Bartolomeu Dias, a 3 de Fevereiro de 1488, que lhe deu o nome de Aguada de São Brás. 
Os primeiros contactos comerciais entre europeus e a população coissã começaram em 1497, na primeira viagem de Vasco da Gama, e a baía passou a ser utilizada para reabastecimento de água e produtos frescos na Carreira da Índia. Em 1500 Pero de Ataíde deixou no local uma mensagem dentro de um sapato escondido numa árvore, que desde então passou a funcionar como ponto de contacto entre os navios em viagem para a Índia e os que regressavam a Portugal. Em 1501, foi erigida uma capela por João da Nova. 
Foi em 1601 que o navegador holandês Paulus van Caerden rebaptizou o local como Mosselbaai (baía dos mexilhões) pela abundância de moluscos deste tipo que aí encontrara. Foi apenas em 1729 que os primeiros colonos holandeses se estabeleceram na região, 77 anos após a fundação da Cidade do Cabo, em 1652.
Em 1848, a povoação obtém o estatuto de cidade, e em 1852 o de município.
Entre as suas atrações inclui-se o Complexo Museológico Bartolomeu Dias, o segundo maiior museu público provincial, dedicado à divulgação e interpretação da história local.